# Estados Unidos nos Jogos Olímpicos de Verão de 1960
Os Estados Unidos da América competiram os Jogos Olímpicos de Verão de 1960 em Roma, Itália. Ficaram em segundo lugar no ranking geral, com 34 medalhas de ouro.